# Amtsbezirk Wildon
Der Amtsbezirk Wildon war zwischen 1853 und 1867 eine Verwaltungseinheit im Marburger Kreis in der Steiermark.
Der Amtsbezirk war der Kreisbehörde in Marburg unterstellt und besorgte deren Amtsgeschäfte vor Ort. Die Zuständigkeit erstreckte sich neben Wildon auf die Gemeinden Allerheiligen, Badendorf, Breitenfeld, Empersdorf, Feiting, Felgitsch, Fließing, St. Georgen, Hainsdorf, Hart, Haslach, Hengsberg, Kainach, Hl. Kreuz, Lappach, Lebring, St. Margarethen, Petzendorf, Pöls, Preding, Ragnitz, Schönberg, Schrötten, Stocking, Sukdull, Tobis, St. Ulrich bei Waasen, Unterhaus, Weitendorf, Wolfsberg und Wutschdorf.